# Mollau
Mollau ist eine französische Gemeinde mit 334 Einwohnern (Stand 1. Januar 2022) im Département Haut-Rhin in der Europäischen Gebietskörperschaft Elsass und in der Region Grand Est (bis 2015 Elsass). Sie gehört zum Arrondissement Thann-Guebwiller und zum Kommunalverband Vallée de Saint-Amarin.

## Geografie
Die Gemeinde Mollau liegt in den südlichen Hochvogesen. Die nächstgelegene Stadt ist Thann in 14 Kilometern Entfernung, Cernay ist 20 Kilometer und Mülhausen 30 Kilometer von Mollau entfernt.
Das 8,76 km² umfassende Gemeindegebiet von Mollau erstreckt sich entlang der Rimbachrunz, einem rechten Nebenfluss der Thur, über einen Teil des Quertales zwischen Mollau und Storckensohn bis auf den Kamm zwischen den Einzugsgebieten der Flüsse Thur und Doller. Dieser Kamm, der quer zur Hauptachse der Vogesen liegt, markiert die Südgrenze des Gemeindeareals. Im südwestlichen Winkel des Gemeindegebietes wird mit 1195 Metern über dem Meer der höchste Punkt erreicht.
Drei Viertel des Gemeindegebietes sind von Wäldern bedeckt, den größten Anteil hat daran der Forêt communale de Mollau. Da die tieferen Lagen in der Gemeinde über 450 Meter über dem Meer liegen, ist ein wirtschaftlicher Ackerbau nicht möglich, sodass im Tal Wiesen und Viehweiden vorherrschen, die sich vereinzelt bis in die höheren Bergregionen hinaufziehen.
Nachbargemeinden von Mollau sind Husseren-Wesserling im Norden und Osten, Mitzach im Südosten, Rimbach-près-Masevaux im Süden sowie Storckensohn im Westen.

## Geschichte
Mollau gilt als eines der ältesten Dörfer im Gebiet des Thurtales. 1216 ist der Ort als Mulenowe (vor der Mühle) beurkundet. Er bildete von 1212 bis 1803 ein Meiertum mit den Gemeinden Husseren, Storckensohn und Urbes und gehörte bis zur Französischen Revolution zum Amt Sankt Amarin (Vogtei Sankt Amarin) der Fürstabtei Murbach.
In Mollau und Umgebung wurde bis zum Ende des 19. Jahrhunderts Kupfer abgebaut. 1801 hatte der Ortsname kurzzeitig die Schreibweise Mollait.
Seit 1996 versucht der Verein „Agriculture & Paysages“ die wieder zuwaldende Landschaft um das Thurtal zurück in Kultur zu nehmen. Dabei sind in Mollau durch einen Hof, dessen Besitzer Bürgermeister der Gemeinde ist, große Fortschritte erzielt worden. Eine Besonderheit stellt der automatische Holzkessel Mollaus dar, der Hackschnitzel aus Gestrüpp, Baumkronen, Brennholz und Anheizholz ohne kommerziellen Wert verbrennt und die Wärme für die Gemeindehalle, die Kirche, das Gemeindezentrum, die Schule, das Aktivitätscenter und neun Wohngebäude nutzt.

### Bevölkerungsentwicklung
| Jahr      | 1962 | 1968 | 1975 | 1982 | 1990 | 1999 | 2006 | 2013 | 2021 |
| Einwohner | 437  | 480  | 412  | 397  | 397  | 419  | 424  | 377  | 338  |

Im Jahr 1793 zur Zeit der Gemeindegründung wurde mit 1334 Bewohnern die bisher höchste Einwohnerzahl ermittelt. Die Zahlen basieren auf den Daten von cassini.ehess und INSEE.

## Sehenswürdigkeiten
- Kirche Johannes der Täufer (Église Saint-Jean-Baptiste) aus dem Jahr 1770, ausgestattet mit einer Callinet-Orgel

Johanneskirche
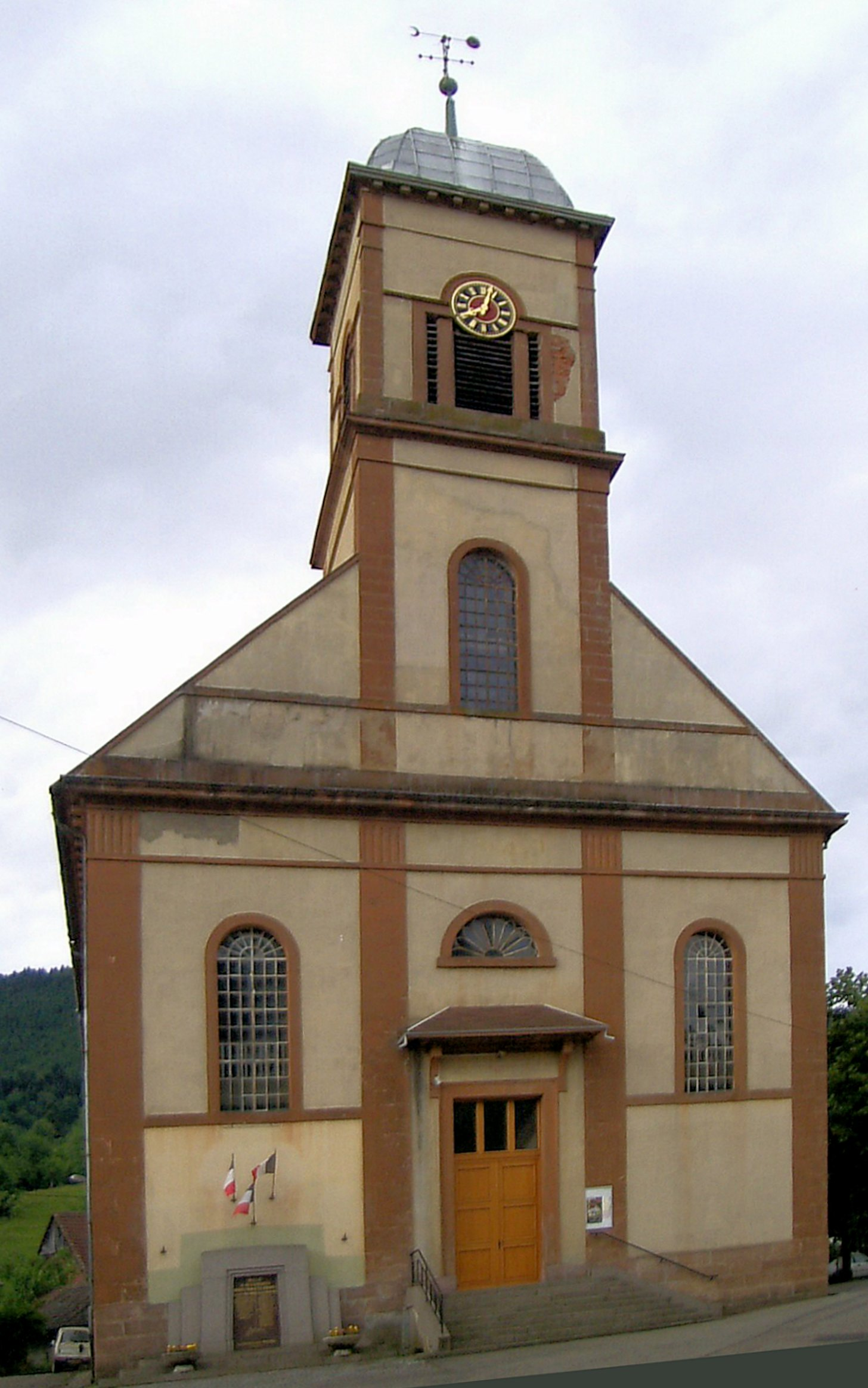
Nordwestseite
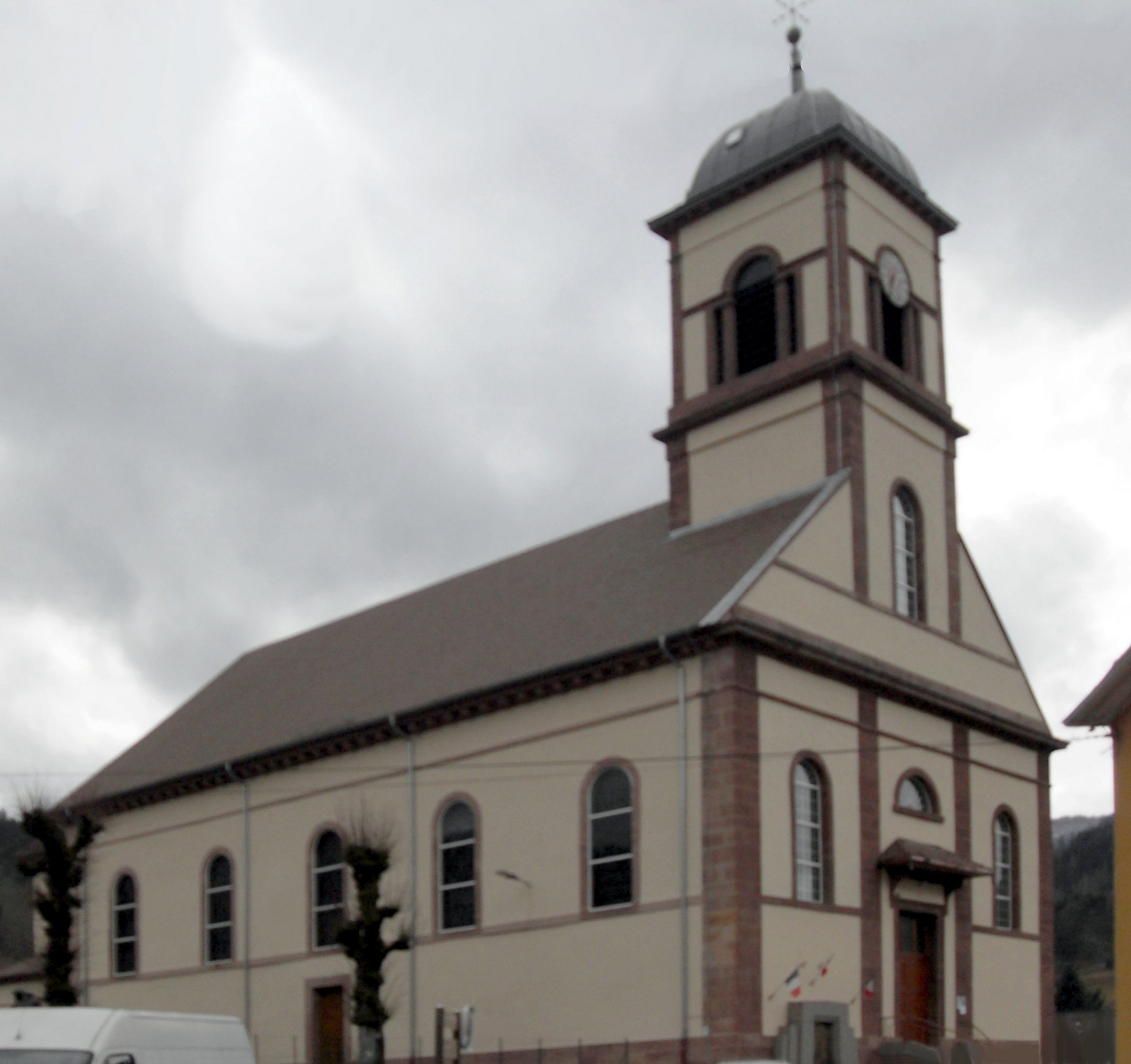
Nordostseite

## Wirtschaft und Infrastruktur

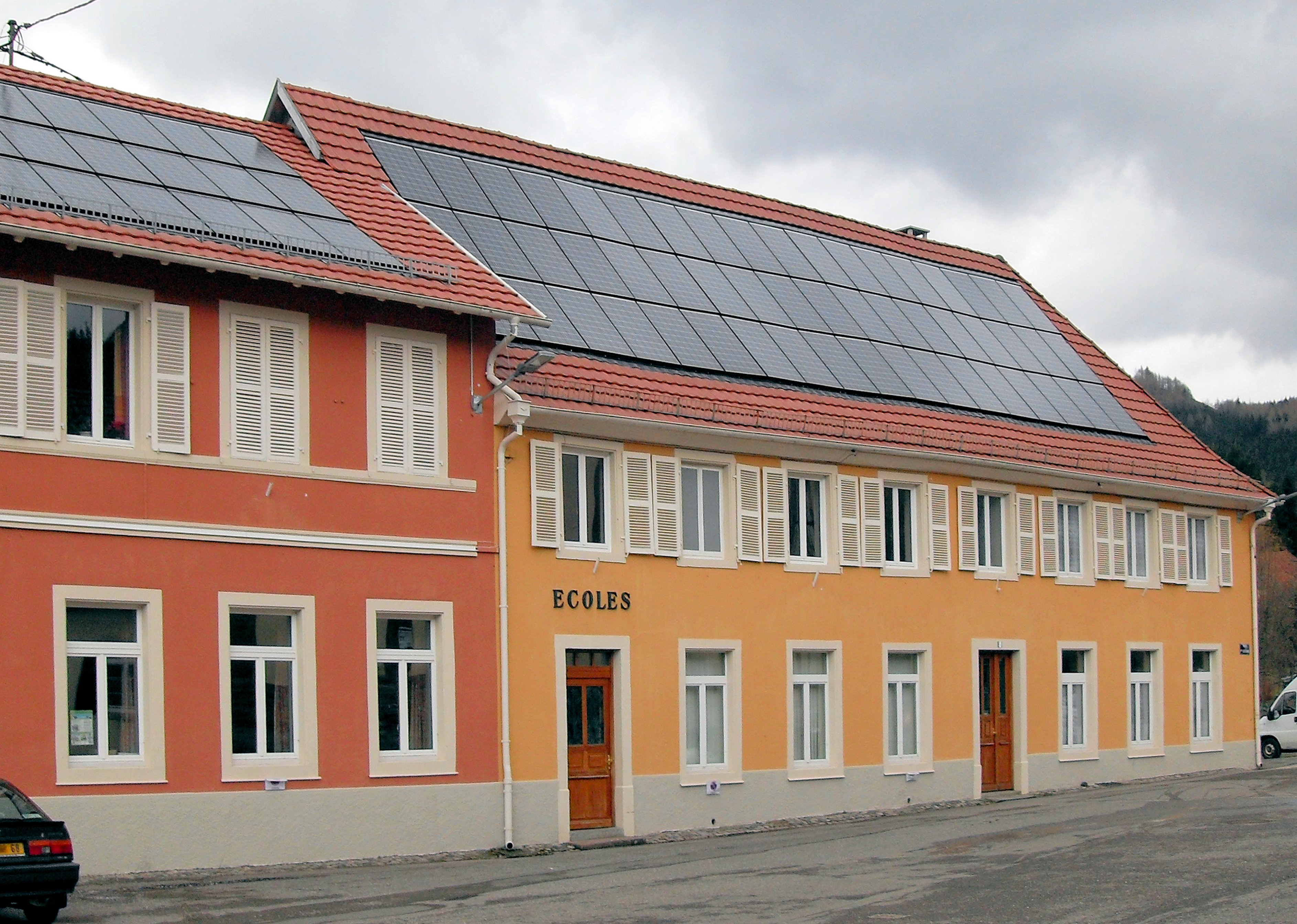
Schulgebäude in Mollau

In der Gemeinde sind acht Landwirtschaftsbetriebe ansässig (Getreideanbau, Zucht von Rindern, Schafen und Ziegen). Die meisten Erwerbstätigen aus dem Ort pendeln in die Gewerbegebiete des Thurtales.
Die Gemeinde Mollau ist durch zwei Straßen (über Urbès und Husseren-Wesserling) an die stark frequentierte Route nationale 66 (Europastraße 512) von Épinal über den Col de Bussang nach Mülhausen angeschlossen.

## Belege
1. ↑  Georges Bischoff: Recherches sur la puissance temporelle de l’abbaye de Murbach (1229–1525) = Publications de la Société Savant d’Alsace et des Régions de l’Est. Série recherches et documents XXII. Libraire Istra, Strasbourg 1975, S. 81, 129, 159.
2. ↑  Ortsname auf cassini.ehess.fr
3. ↑  Kulturlandschaft durch Ökologischen Landbau im Saint-Amarin-Tal (Südvogesen), PDF-Datei (deutsch)
4. ↑  Holzkessel in der Stadt Mollau (Memento des Originals vom 4. September 2008 im Internet Archive)  Info: Der Archivlink wurde automatisch eingesetzt und noch nicht geprüft. Bitte prüfe Original- und Archivlink gemäß Anleitung und entferne dann diesen Hinweis., PDF-Datei (deutsch)
5. ↑  Mollau auf cassini.ehess
6. ↑  Mollau auf INSEE
7. ↑  Landwirtschaftsbetriebe auf annuaire-mairie.fr (französisch)